# Gräshult, Södra Unnaryd
Gräshult är en by i Södra Unnaryds socken i Hylte kommun.
Gräshult ligger utmed den gamla häradsvägen nordväst om Gräshultasjön. Den består av två gårdar i ett bevarat öppet odlingslandskap med äldre stengärdsgårdar. Gårdarnas bostadshus är placerade intill varandra och uppförda under första delen av 1800-talet. De är så kallade Smålandsstugor, timmerstugor i 1 1/2 våningsplan. Bland övriga bevarade byggnader märks en stor ladugård med fähusdelen i huggen sten. Länsstyrelsen i Hallands län klassade 2019 området som ett riksintresse för kulturmiljövården.